# Цинтеа (Прахова)
Цинтеа (рум. Țintea) насеље је у Румунији у округу Прахова у општини Бајкој. Oпштина се налази на надморској висини од 275 m.

## Становништво
Према подацима из 2002. године у насељу је живело 2986 становника, од којих су сви румунске националности.